# Una notte italiana
Una notte italiana è il terzo album in studio di Carmen Russo, contenente soltanto brani inediti.

## Tracce
1. Come un Fuoco – 3:26
2. Sol levante – 4:15
3. Una notte italiana – 3:24
4. Alle Hawaii – 3:25
5. Nuove Città – 4:00
6. Vamos con El Merengue – 3:30
7. I tuoi blue jeans – 3:23
8. Ciù Ciù dance – 3:46
9. Adelante Atlas – 4:49

## Formazione
- Carmen Russo – voce
- Paolo Gianolio – chitarra
- Paolo Ormi – tastiera
- Roberto Costa – basso
- Gavin Harrison – batteria
- Mario Fasciano – percussioni